# Samuel Aziz
Samuel Theodros Aziz Adamu, född 5 juli 1991, är en svensk professionell fotbollsspelare (anfallare) som spelar för Höganäs BK.

## Klubbkarriär
Aziz kom till Helsingborgs IF från moderklubben Högaborgs BK. Han var som 17-åring efterfrågad av både Arsenal och Feyenoord, men valde att stanna i Helsingborgs IF. I maj 2011 lånades Aziz ut till Ängelholms FF, där det endast blev spel i U21-laget. I juni 2011 kom Aziz överens med Helsingborg om att avbryta sitt kontrakt. Han spelade två matcher för klubben i Allsvenskan.
I augusti 2011 skrev Aziz på ett kontrakt med Varbergs BoIS. Han trivdes inte i Varberg och gjorde under säsongen 2012 klart med moderklubben Högaborgs BK. I mars 2013 värvades han av division 1-klubben Limhamn Bunkeflo. I mars 2014 skrev han på för division 2-klubben Höganäs BK. Under säsongen 2014 gjorde han 25 mål på 25 matcher för klubben.
I december 2014 skrev Aziz på ett tvåårskontrakt för Landskrona BoIS. Han tävlingsdebuterade för klubben den 21 februari 2015 i en 4–0-förlust i Svenska cupen mot AIK. Han gjorde sitt första tävlingsmål mot Hammarby IF i Svenska cupen den 1 mars 2015. Den 1 juli 2015 lånades Aziz ut till Syrianska FC för resten av säsongen. Efter säsongen 2015 kom Aziz och Landskrona BoIS överens om att bryta kontraktet.
Inför säsongen 2016 skrev Aziz på för division 2-klubben Huddinge IF. Han gjorde 21 mål på 25 matcher för klubben.
I december 2016 värvades Aziz av allsvenska GIF Sundsvall, där han skrev på ett tvåårskontrakt. Inför säsongen 2017 skadade Aziz korsbandet och missade stora delar av säsongen. Aziz spelade sin första allsvenska match för GIF Sundsvall den 21 september 2017 i en 0–0-match mot AIK, där han blev inbytt i den 81:a minuten mot Linus Hallenius.
I mars 2018 lånades Aziz ut till IK Brage på ett låneavtal över säsongen 2018. Den 31 januari 2019 värvades Aziz av Eskilsminne IF. I maj 2019 lämnade han klubben för att satsa på en civil karriär. I juni 2019 blev Aziz klar för division 3-klubben Höganäs BK.

## Landslagskarriär
Aziz har spelat 18 matcher och gjort sex mål för Sveriges U17-landslag. Han har även spelat fem matcher och gjort ett mål för Sveriges U19-landslag.